# Donnie Edwards
Donnie Edwards Jr. (født 6. april 1973 i Chula Vista, Californien, USA) er en tidligere amerikansk footballspiller, der spiller i NFL som linebacker. Han spillede i ligaen i 14 sæsoner og var tilknyttet Kansas City Chiefs og San Diego Chargers.

## Klubber
- Kansas City Chiefs (1996–2001)
- San Diego Chargers (2002–2006)
- Kansas City Chiefs (2007–2009)